# USS Oregon (BB-3)
USS Oregon (BB-3) byl predreadnought Námořnictva Spojených států amerických. Jednalo se třetí a poslední jednotku třídy Indiana.

## Stavba
Oregon byla postaven v kalifornské loděnici Union Iron Works, která se nacházela v San Franciscu. Roku 1893 byla loď spuštěna na vodu a dne 15. července 1896 byla Oregon uveden do služby v tichomořské flotile.

## Technické specifikace

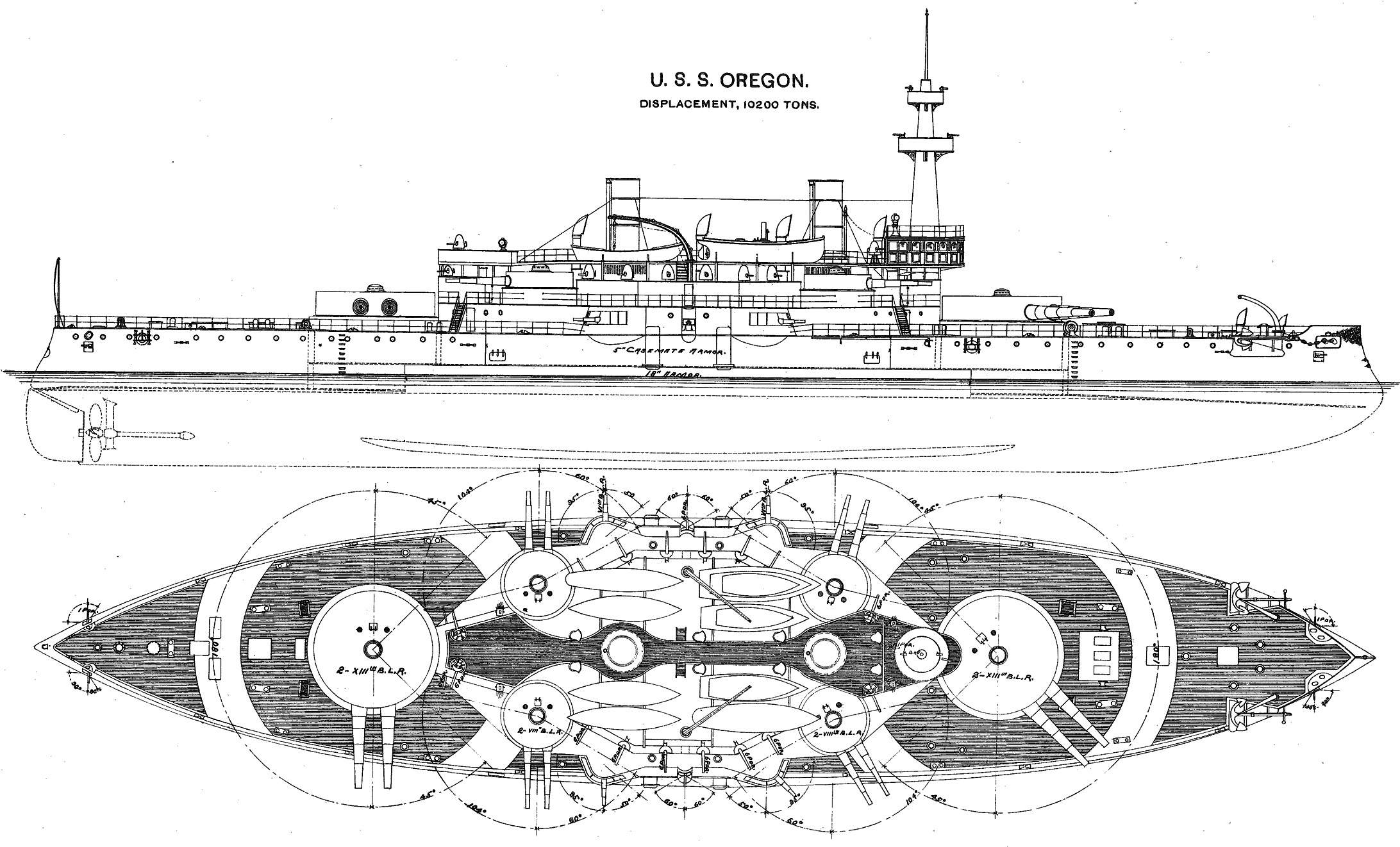
Návrh USS Oregon

Oregon na délku měřila 107,04 m a na šířku 21,11 m. Ponor dosahoval hloubky 7,3 m a maximální výtlak činil 11 876 t. Pohon lodi obstarávaly čtyři uhelné kotle, které dokázaly vyvinout sílu 9 000 koní. Posádku Oregonu tvořilo 473 mužů a důstojníků.

## Výzbroj
Primární výzbroj lodě tvořily dvě dvojhlavňové dělové věže s 305mm děly, které měly dostřel přes 10 km. Sekundární výzbroj tvořily čtyři dvojitá 203mm děla. Dále byly na lodi Oregon nainstalovány čtyři 152mm kanóny, dvacet 57mm kanónů QF 6-pounder, šest 37mm automatických kanónů QF 1-pounder a pět až šest torpédometů pro 457mm torpéda.